# 李進卿 (五代)
李進卿（915年—973年），并州晋陽县人，五代十国后晋至北宋时期将领。
年轻时以驍勇知名隶属于護聖軍。後晋天福年間，杜重威率军在宗城击破安重荣，李進卿奮战有功，提拔为興順軍校。后周建国，他奉命率军驻守灵寿。转任虎捷左厢都指揮使。显德元年（954年），在周世宗麾下参加高平之战，转任铁騎左厢都指揮使。历任散員左射都校，改为铁騎及内殿直都虞候。
北宋建国，担任貴州刺史。转任铁騎左厢都指揮使、兼乾州团练使。乾德元年（963年），担任控鶴左厢都指揮使，转漢州团练使。乾德二年（964年）转任虎捷左厢都指揮使，兼澄州团练使。同年冬，参与征討後蜀，担任归州路行营步軍都指揮使，攻克巫山寨，平定夔州、万州。後蜀灭亡，以功晋升为侍衛親軍步軍都虞候、兼保順軍節度使。開宝二年（969年）宋太祖趙匡胤親征北漢，李進卿留守開封，担任京都巡检。遠征軍回师，李進卿担任親軍馬軍都虞候。開宝六年（973年）担任步軍都指揮使，兼静江軍節度使，不久去世，享年五十九岁，追贈侍中。

## 家族
子
- 李延渥
- 李延信，官至内殿崇班